# Olympische Sommerspiele 1988/Teilnehmer (Libyen)
| Gelbes Symbol für Goldmedaillen mit stilisierten Olympischen Ringen | Graues Symbol für Silbermedaillen mit stilisierten Olympischen Ringen | Braundes Symbol für Bronzemedaillen mit stilisierten Olympischen Ringen |
| ------------------------------------------------------------------- | --------------------------------------------------------------------- | ----------------------------------------------------------------------- |
| —                                                                   | —                                                                     | —                                                                       |

Libyen nahm an den Olympischen Sommerspielen 1988 in Seoul, Südkorea, mit einer Delegation von sechs Sportlern (allesamt Männer) teil.

## Teilnehmer nach Sportarten

### Gewichtheben
- Ahmed El-Magrisi
Mittelschwergewicht: 20. Platz

- Abdullah Mussa
Mittelschwergewicht: Kein gültiger Versuch

### Leichtathletik
- Abdullah Ali Ahmed
200 Meter: Vorläufe
400 Meter: Vorläufe

- Fathi Khalifa Aboud
Dreisprung: 35. Platz in der Qualifikation

### Radsport
- Abdel Hamed El-Hadi
Straßenrennen, Einzel: DNF

- Abdullah Badri
Straßenrennen, Einzel: DNF